# Alien Beat Club
 Der er for få eller ingen kildehenvisninger i denne artikel, hvilket er et problem. Du kan hjælpe ved at angive troværdige kilder til de påstande, som fremføres i artiklen.

Alien Beat Club (eller forkortet ABC) var en dansk popgruppe, der bestod af Kasper Spring Ehlers, Marcel Mark Gbekle, Patricia Namakula Mbabazi (født 11. marts 1992) og Stephanie Lykkehøj Gudmundsen. Gruppen kendes for sin deltagelse i X Factor 2009, hvor de blev nummer to.
Medlemmerne af Alien Beat Club stillede til at starte med alle op i X Factor som solister og kom videre fra den første audition. I den senere udvælgelsesproces blev de dog valgt fra af Thomas Blachman. Herefter blev de samlet af Remee, der manglede en gruppe til gruppekategorien, som han var mentor for.
Alien Beat Club udgav den 3. september 2009 singlen "My Way", der den 25. september lå på førstepladsen på den officielle danske trackliste.. Den 23. november 2009 udkom debutalbummet Diversity skrevet af Remee i samarbejde med bl.a. Thomas Troelsen.
Næste single fra gruppen havde titlen "Simple Things". Musikvideoen blev indspillet den 10. marts.
I 2011 deltog tre af medlemmerne i Her er dit liv, som ærede gruppens mentor Remee sammen med de andre tidligere X Factor-deltagere Asian Sensation, Laura Arensbak Kjærgaard, Tine Midtgaard og Jesper Nohrstedt, ved at fremføre sangen "You've got a friend" af Carole King.

## X Factor
| Dato    | Tema                  | Kunstner               | Nummer                              | Resultat                          |
| ------- | --------------------- | ---------------------- | ----------------------------------- | --------------------------------- |
| 13/2-09 | Hits                  | Duffy                  | "Warwick Avenue"                    | Videre til næste runde            |
| 20/2-09 | Made in Denmark       | Natasja / Rune         | "Dig og mig" / "Calabria"           | Videre til næste runde            |
| 27/2-09 | Motown                | Jackson 5              | "I'll Be There"                     | Videre til næste runde            |
| 6/3-09  | ABBA                  | ABBA                   | "Voulez-Vous"                       | Videre til næste runde            |
| 13/3-09 | DR Big Bandet         | Britney Spears         | "Toxic"                             | Videre til næste runde            |
| 20/3-09 | Sanne Salomonsen      | Sanne Salomonsen       | "Taxa"                              | Videre til næste runde            |
| 20/3-09 | Dedikation            | Jason Mraz             | "I'm Yours"                         | Videre til næste runde            |
| 27/3-09 | Frit valg             | Elton John / Lady GaGa | "The Circle of Life" / "Just Dance" | Videre til anden runde af finalen |
| 27/3-09 | X Factor vindersangen |                        | "Det bedste til sidst"              | Ude af X Factor - Samlet nr. 2    |